# توم مون
توم مون (بالإنجليزية: Tom Moon)‏ هو كاتب غير روائي أمريكي، ولد في 3 نوفمبر 1960.

## وصلات خارجية
- توم مون على موقع ميوزك برينز (الإنجليزية)